# La Dornac
La Dornac é uma comuna francesa na região administrativa da Nova Aquitânia, no departamento Dordonha. Estende-se por uma área de 15,65 km². Em 2010 a comuna tinha 410 habitantes (densidade: 26,2 hab./km²).